# 三圣街道
三圣街道，是中华人民共和国四川省成都市锦江区下辖的一个乡镇级行政单位。位于成都市主城区东南部，面积15.56平方公里，常住人口11.4万人。

## 行政区划
三圣街道下辖以下地区：
喜树路社区、栀子街社区、海棠路社区、白桦林路社区、红砂社区、幸福社区、万福社区、江家堰社区、大安桥社区、驸马社区。